# Silas (Fußballspieler)
Silas Katompa Mvumpa (* 6. Oktober 1998 in Kinshasa, DR Kongo), auch Silas Mvumpa Katompa, bis Juni 2021 bekannt als Silas Wamangituka, kurz Silas genannt, ist ein kongolesischer Fußballspieler, der beim VfB Stuttgart unter Vertrag steht und für die Nationalmannschaft der Demokratischen Republik Kongo spielt.

## Karriere

### Anfänge
Silas Katompa Mvumpa begann 2012 in seiner kongolesischen Heimat in einer Jugendakademie von La Grace mit dem Fußballspielen, ehe er über Matopnge (2014–2015) zum FC MK Etanchéité wechselte. Dort schaffte er es, zu überzeugen, und durfte im Jahr 2017 in Frankreich beim Erstligisten HSC Montpellier ein Probetraining absolvieren, wurde jedoch nicht fest verpflichtet. Schließlich landete er in der Jugend des damaligen Fünftligisten Olympique Alès. Nach einem Jahr wechselte er zum Zweitligisten Paris FC, bei welchem er ursprünglich vorerst für die Reserve eingeplant war.
Bereits am 31. August 2018 (1. Spieltag) bestritt er sein Debüt für den Hauptstadtverein. Beim 2:0-Heimsieg gegen den ES Troyes AC wurde er in der zweiten Halbzeit eingewechselt. Bereits im nächsten Ligaspiel zwei Wochen später wurde er erneut ins Spiel gebracht, musste jedoch 20 Minuten nach seiner Einwechslung bereits nach Erhalt der gelb-roten Karte vom Platz gehen. Trotzdem wurde er in den nächsten Spielen stets in den Schlussphasen der Partien eingewechselt und erkämpfte sich so schließlich bereits kurze Zeit später einen Platz in der Startformation. Am 9. November traf er bei der 1:2-Auswärtsniederlage gegen den FC Lorient erstmals für Paris FC. Bis Saisonende 2018/19 kam er in 32 Spielen zum Einsatz und konnte elf Tore erzielen. Mit seinem Verein erreichte er den vierten Tabellenplatz und qualifizierte sich so für die Aufstiegs-Play-offs. Dort verlor man bereits das erste Spiel gegen den RC Lens im Elfmeterschießen. Silas stand in diesem Spiel die gesamte Zeit über auf dem Platz und verwandelte selbst einen Elfmeter.

### VfB Stuttgart
Mitte August 2019 wechselte Silas zum VfB Stuttgart und unterzeichnete bei den Schwaben einen bis Juni 2024 datierten Vertrag. Dem damaligen Zweitligisten gelang mit seiner Hilfe in der Saison 2019/20 der direkte Wiederaufstieg in die Bundesliga. Silas steuerte unter dem Cheftrainer Tim Walter und dessen Nachfolger Pellegrino Matarazzo in 29 Einsätzen (sieben Mal von Beginn) sieben Tore bei. In der höchsten deutschen Spielklasse konnte er sich in der Saison 2020/21 schnell etablieren. So wurde Silas im November 2020, Dezember 2020 und Februar 2021 als Rookie des Monats ausgezeichnet. Im März 2021 zog er sich am 26. Spieltag einen Kreuzbandriss zu, weshalb die Saison für ihn beendet war. Silas war bis dahin 25 Mal zum Einsatz gekommen, stand 24 Mal in der Startelf und hatte elf Tore erzielte. Am Saisonende wurde er als Rookie der Saison ausgezeichnet.
Ende November 2021 gab Silas rund acht Monate nach seinem Kreuzbandriss sein Comeback, als er am 13. Spieltag der Saison 2021/22 in der Schlussphase gegen Mainz 05 eingewechselt wurde. In der Rückrunde erlitt er im Februar 2022 im Heimspiel gegen den VfL Bochum (23. Spieltag) eine Schulterluxation, die operativ behandelt werden musste. Wie im Vorjahr bedeutete diese schwere Verletzung für Silas erneut das vorzeitige Saisonende.
Silas verlängerte seinen Vertrag beim VfB Stuttgart am 1. Januar 2023 bis Juni 2026. In der sehr erfolgreichen Saison 2023/24 des VfB kam Silas meist nur als Einwechselspieler zum Einsatz, allerdings konnte er mit dem letzten seiner fünf Saisontore in der Bundesliga ein Ausrufezeichen setzen: sein Treffer zum 4:0-Endstand nach spektakulärem Sololauf gegen Borussia Mönchengladbach am 34. Spieltag wurde anschließend zum Tor des Monats gewählt.

### FK Roter Stern Belgrad
Anfang September 2024 wechselte Silas auf Leihbasis bis Saisonende zum FK Roter Stern Belgrad. Im Sommer 2025 kehrte er zum VfB Stuttgart zurück.

### In der Nationalmannschaft
Silas debütierte im März 2023 für die Nationalmannschaft der Demokratischen Republik Kongo im Spiel gegen Mauretanien. Er wurde in der 62. Minute für Yoane Wissa eingewechselt. Am 21. Januar 2024 gelang ihm beim Afrika-Cup 2024 im Gruppenspiel gegen Marokko sein erstes Länderspieltor. Mit der Mannschaft erreichte er bei dem Turnier den vierten Platz.

## Offenlegung der Identität
Im Dezember 2019 berichtete die französische Sport-Tageszeitung L’Équipe, dass es sich bei Silas Wamangituka Fundu in Wahrheit um den kongolesischen Juniorennationalspieler Silas Mvumpa Katompa handeln könnte, der zudem genau ein Jahr älter sei. Mvumpa Katompa sei zu diesem Zeitpunkt seit rund zwei Jahren vom Fußballradar verschwunden und sehe Wamangituka Fundu ähnlich. Max Mokey Nza-Ngi, Präsident des kongolesischen Vereins FC MK Etanchéité, sagte im Dezember 2019, dass dem Verein durch den Identitätswechsel Beteiligungen an den Transfers des Spielers nach Olympique Alès 2018 und Paris FC entgangen seien. Der VfB Stuttgart wies die Vorwürfe zurück: „Dem VfB Stuttgart liegt nicht nur der Reisepass des Spielers vor, sondern auch die Spielerpässe der zuständigen Fußballverbände, die seine Karriere bis in das Jahr 2010 zurück vollständig abbilden. Wir sahen und sehen weiterhin keinen Anlass, an der Echtheit oder der Richtigkeit dieser Dokumente zu zweifeln.“
Anfang Juni 2021 offenbarte Silas in einer Presseerklärung auf der Website des VfB Stuttgart, dass sein Familienname nicht Wamangituka Fundu, sondern Katompa Mvumpa und sein Geburtstag nicht der 6. Oktober 1999, sondern der 6. Oktober 1998 sei. Silas sehe sich als „Opfer von Machenschaften seines ehemaligen Spielervermittlers“. Als 18-Jähriger wurde er vom RSC Anderlecht zu einem Probetraining eingeladen. Dafür habe er ein Visum für Belgien vom 15. August bis zum 14. November 2017 erhalten, das auf seinen korrekten Namen Silas Katompa Mvumpa ausgestellt worden sei. Der RSC Anderlecht habe offenbar Interesse an einer Verpflichtung gehabt. Der mittlerweile 19-Jährige habe darum gebeten, in die DR Kongo zurückzureisen und mit einem neuen Visum zurückzukehren, um den Vertrag abschließen zu können. Daraufhin soll der Vermittler Silas in Belgien unter „massivem Druck“ davon überzeugt haben, dass er nicht mehr nach Europa zurückkehren dürfe, wenn er in seine Heimat zurückreise. Silas sei in der Folge in ein „komplettes Abhängigkeitsverhältnis“ geraten. So habe er bei seinem Vermittler in Paris gewohnt, der ihn von der Außenwelt abgeschottet und sein Konto sowie seine Papiere verwaltet habe. Der Vermittler habe seine Identitätsangaben geändert und ihm Papiere als Silas Wamangituka Fundu sowie ein genau um ein Jahr geändertes Geburtsdatum verschafft. Die Beweggründe seien dafür nicht aufenthaltsrechtlicher Natur, da seine Volljährigkeit nie in Frage gestanden habe. Vielmehr sollte vermutlich die Verbindung des Spielers zu seinem Ausbildungsverein in der DR Kongo unterbrochen werden. Durch die Änderung seiner Identität habe sich das Abhängigkeitsverhältnis zu dem Vermittler erhöht, da er erpressbar gewesen sei und die Offenbarung der Wahrheit für ihn laut seinem Berater nicht absehbare Folgen gehabt hätte. Silas habe sich um seine Familie in der Heimat gesorgt und unter einer „enormen psychischen Belastung“ gestanden. Der Vermittler habe ihm nur einen Teil seines Gehalts ausgezahlt und „fortwährend“ damit gedroht, dass Silas „nie wieder Fußball spielen dürfe, wenn der Sachverhalt publik würde“.
Das DFB-Sportgericht sperrte ihn daraufhin wegen unsportlichen Verhaltens wettbewerbsübergreifend für drei Monate bis zum 11. September 2021 und verurteilte ihn zu einer Geldstrafe in Höhe von 30.000 Euro.
Der Offensivspieler erklärte inzwischen, zukünftig nur Silas genannt werden zu wollen.
Anfang Februar 2023 wurde Silas vom Amtsgericht Stuttgart wegen Urkundenfälschung und der Erschleichung eines Aufenthaltstitels zu einer Geldstrafe in Höhe von 50.000 Euro – aufgeteilt an fünf soziale Einrichtungen – und zum Ableisten von zwei Trainingseinheiten für Jugendliche verurteilt.

## Erfolge und Auszeichnungen
VfB Stuttgart
- Aufstieg in die Bundesliga: 2020

 Roter Stern Belgrad
- Serbischer Meister: 2025
- Serbischer Pokalsieger: 2025 (ohne Einsatz)

Persönliche Auszeichnungen
- Bundesliga-Rookie der Saison: 2020/21
  - Bundesliga-Rookie des Monats: November 2020, Dezember 2020 und Februar 2021
- Tor des Monats: Mai 2024